# カテリーナ・スフォルツァ
カテリーナ・スフォルツァ（Caterina Sforza, 1463年 - 1509年5月28日）は、ルネサンス期の女傑として知られる女性領主。

## 生涯
彼女は、ミラノ公ガレアッツォ・マリーア・スフォルツァ（在位：1466年 - 1476年）と、ランドリアーノ伯爵の愛人ルクレーツィア・ランドリアーニの娘として生まれた。スフォルツァ家の当主ジャン・ガレアッツォの姉に当たる。母ルクレーツィアは、ピエロ・デル・ポッライオーロの肖像画で知られている。
11歳でリアーリオ家のジローラモ（1443年 - 1488年、教皇シクストゥス4世の甥）伯爵と結婚し、その間にビアンカ（1478年 - 1522年）とオッタヴィアーノ（1479年 - 1533年）姉弟を儲けて、ローマで暮らす。夫ジローラモはイーモラとフォルリの領主でもあった。1484年、シクストゥスが急逝するとジローラモはローマで反乱を起こそうとするが、失敗したため、彼女は子のビアンカとオッタヴィアーノとともに領地のフォルリに戻った。
1488年、叔父のルドヴィーコにより意図的にスフォルツァ家が援助を行わなかったことが原因で、フォルリに反乱が起こりジローラモが暗殺され、叔父のルドヴィーコと距離を置き始めた。
後にフィレンツェのメディチ家のロレンツォの支援で反乱を抑え、支配を続ける。その後、ジャコモ・フェロ（1471年 - 1495年）と再婚。ジャコモの死後、メディチ一族傍系でロレンツォの従弟であるジョヴァンニ・デ・メディチ（イル・ポポラーノ 1467年 - 1498年）と再婚し、1498年に1子ジョヴァンニ（1498年 - 1526年）を儲ける。
1499年、チェーザレ・ボルジアに攻められ、イーモラ・フォルリが相次いで陥落。カテリーナはその後、ローマに移送され、修道院に入れられた。
1509年4月、重度の肺炎に罹患した。一旦回復したように見えたが再発し、遺言と埋葬の手配を行ったのち、1509年5月28日に死去した。46歳だった。

## 余談・エピソード
- イーモラはフィレンツェに近い要所であり、パッツィ家の陰謀の遠因となった地である。ジローラモは陰謀の黒幕だったとも言われる。
- ジローラモ暗殺の黒幕は、パッツイ家の陰謀で弟ジュリアーノを暗殺されたメディチ家のロレンツォ、あるいはカテリーナの叔父のルドヴィーコとも言われる。
- ジローラモが暗殺された際のエピソード（伝説?）は有名である。カテリーナと子どもたちは城外で反乱側に捕えられた。しかし、城の守備隊は降伏しなかった。そこでカテリーナは反乱側には守備隊を説得してくると言って、子どもたちを残し城に入っていった。彼女が城に入ったまま出てこないので、反乱側は人質の子どもたちを殺すと脅した。すると、カテリーナは城館の屋上に立ってスカートを捲り上げると「子どもなどここからいくらでも出てくる」と叫んだのだった。これには反乱側もあっけに取られた。やがて援軍が到着し、反乱は鎮圧された（ただし実際に城壁の上でスカートを捲り上げたかは疑問も残る。城壁の上からでは反乱軍まで声が届くはずがなく、また逆に弓矢で射られる可能性もあるためである）。
- この一件で、イタリアどころか他国にまで“イタリアの女傑（ヴィラゴ・ディタリア）”と勇名を博し、賞賛の嵐を浴びる。が、毅然と強気は横暴と傲慢に通じ、実際に日々それに付きあわされる一族や領民との関係は良好とはいえなかった。皆の反対を押し切って愛人ジャコモと強引に結婚、そのジャコモが暗殺された時には、自ら復讐の刃を振るって領内に血の雨を降らせ、内外の反発を買った。また上記の一件でわかる通り我が子に対しても愛がなく、嫡男オッタヴィアーノが成人しても一向に家督を譲らなかった。
- 彼女がボルジアの侵攻に直面したとき、領民どころか一族の協力さえろくに得られず敗北したのも、日頃の行いが災いしたからと思われる。マキャベリは彼女の統治を、「城壁強化に使う金があったら、領民の心をつかむのに使うべきだった」と断じている。
- しかし皮肉にもその敗北が、忌まれながらも畏れられていた女暴君にさらに悲劇のヒロイン色を付け加え、彼女の名は特にフォルリとイーモラで長く語り伝えられた。カテリーナを広く紹介した作家、塩野七生によると、1960年代になってなお、イーモラの母親は子供をしかる時「カテリーナ伯爵夫人が来ますよ」といってさとすという。
- ジョヴァンニ・デ・メディチとの間にもうけた子の名前も同じジョヴァンニである。勇敢な傭兵隊長で、ローマ教皇レオ10世の死後、常に黒服を着ていたため「黒隊長」と呼ばれた。コニャック同盟戦争で皇帝軍と戦い、28歳で戦死した。その子コジモは後のトスカーナ大公コジモ1世で、カテリーナの孫に当たる。